# Ардатов (селище)
Арда́тов (рос. Ардатов, ерз. Ордань) — селище у складі Ардатовського району Мордовії, Росія. Адміністративний центр Ардатовського сільського поселення.

## Населення
Населення — 628 осіб (2010; 662 у 2002).
Національний склад (станом на 2002 рік):
- росіяни — 64 %
- мордва — 31 %